# 打鼓机游戏
打鼓机游戏一种音乐游戏类型，通过敲击一组电子鼓中的不同的鼓或敲击鼓上的不同位置来进行游戏。包括日本的太鼓达人系列，青春鼓王系列（DrumMania），台湾的击鼓王系列，以及电脑上使用的模拟器DTXmania等。